# Tadeusz Dołęga-Mostowicz

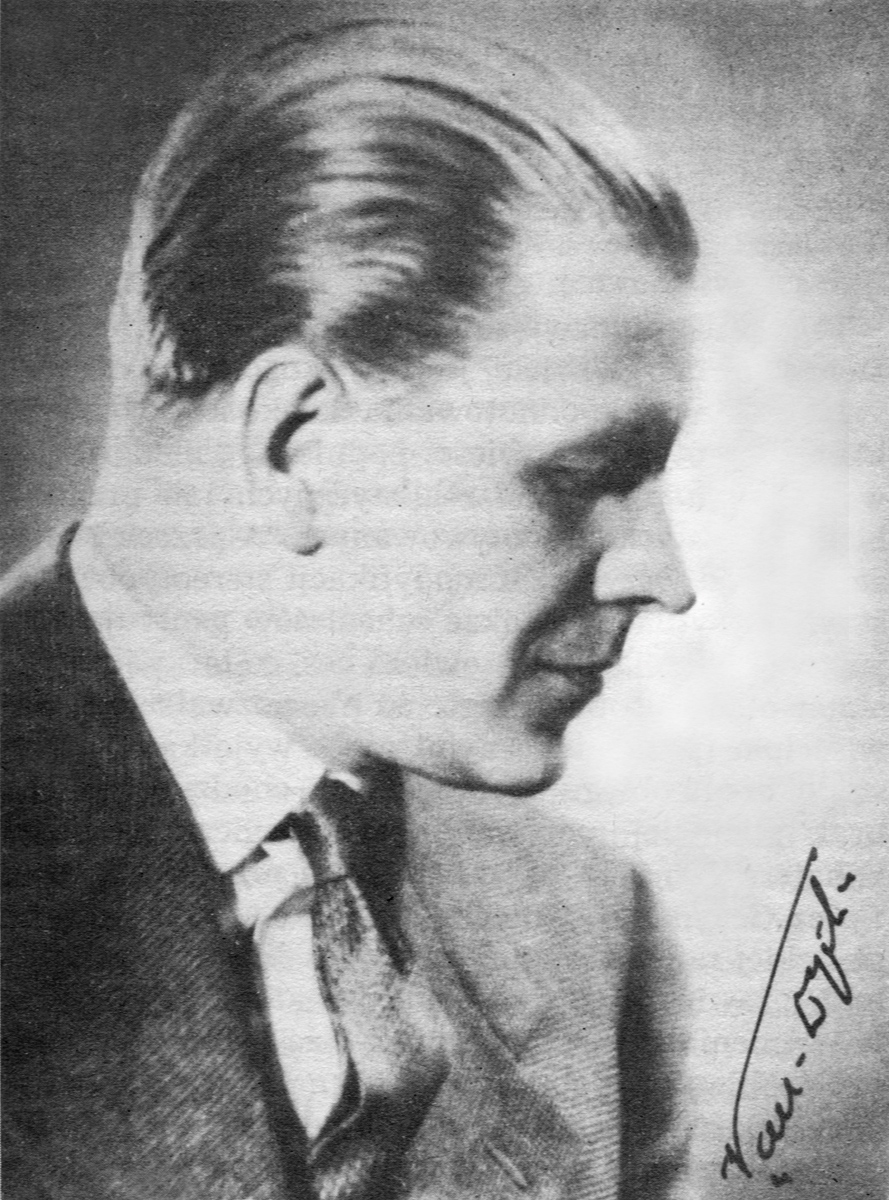
Tadeusz Dołęga-Mostowicz, 1930

Tadeusz Dołęga-Mostowicz (* 10. August 1898 in Okuniew; † 20. September 1939 in Kuty) war ein polnischer Journalist und Schriftsteller.
Mostowicz studierte nach dem Besuch der Oberschule in Wilna ab 1915 Jura in Kiew und gehörte dort der konspirativen Polska Organizacja Wojskowa an. Nach dem Ersten Weltkrieg ging er nach Polen und ließ sich in Warschau nieder. 1918 trat er als Freiwilliger in die polnische Armee ein und nahm am Polnisch-Sowjetischen Krieg teil. Nach seiner Rückkehr nach Warschau 1922 arbeitete er für die Zeitung, zunächst als Schriftsetzer, dann als Korrektor und schließlich als Journalist.
1925 wurde er Reporter der christdemokratischen Tageszeitung Rzeczpospolita. Zur gleichen Zeit begann er auch seine schriftstellerische Arbeit. Seine scharfe Kritik an Józef Piłsudski führte dazu, dass er 1927 auf offener Straße entführt, zusammengeschlagen und in eine Tongrube geworfen wurde. Er gab danach seine journalistische Arbeit auf und widmete sich ganz seinem literarischen Werk.
Nach Skizzen und Erzählungen, die ab 1925 in Zeitschriften erschienen, vollendete er 1929 seinen ersten Roman Ostatnia brygada (Die letzte Brigade), der 1930 in der Kattowitzer Zeitung Polonia erschien. Bekannt wurde er mit dem Roman Kariera Nikodema Dyzmy (1932), danach veröffentlichte er jedes Jahr zwei Romane, insgesamt wurden es siebzehn. Mehrere seiner Werke wurden für das Kino, später auch das Fernsehen verfilmt. Bei Ausbruch des Zweiten Weltkrieges organisierte er die Verteidigung der Stadt Kuty an der polnischen Ostgrenze und fiel dabei durch eine Kugel der sowjetischen Invasionstruppen.
Sein Roman Znachor wurde im Jahr des Erscheinens verfilmt, 1982 wurde mit Der Kurpfuscher eine weitere Verfilmung veröffentlicht. Nach dem Zweiten Weltkrieg verfilmte man auch Kariera Nikodema Dyzmy mit der hervorragenden Hauptrolle von Roman Wilhelmi.

## Werke
- Ostatnia brygada, 1930
- Kariera Nikodema Dyzmy, 1932
- Prokurator Alicja Horn, 1932
- Dr. Murek zredukowany
- Drugie życie Dr. Murka
- Bracia Dalcz i S-ka
- Czeki bez pokrycia
- Znachor, 1937
- Profesor Wilczur, 1939
- Pamiętnik pani Hanki, 1939